# Heterospilus bruchi
Heterospilus bruchi är en stekelart som beskrevs av Henry Lorenz Viereck 1910. Heterospilus bruchi ingår i släktet Heterospilus och familjen bracksteklar. Inga underarter finns listade i Catalogue of Life.